# Trubaiți, Horol
Trubaiți (în ucraineană Трубайці) este localitatea de reședință a comunei Trubaiți din raionul Horol, regiunea Poltava, Ucraina.

## Demografie
Componența lingvistică a localității Trubaiți
     Ucraineană (98,21%)
     Rusă (1,66%)
     Alte limbi (0,14%)
Conform recensământului din 2001, majoritatea populației localității Trubaiți era vorbitoare de ucraineană (98,21%), existând în minoritate și vorbitori de rusă (1,66%).